# Döhren (Oebisfelde-Weferlingen)

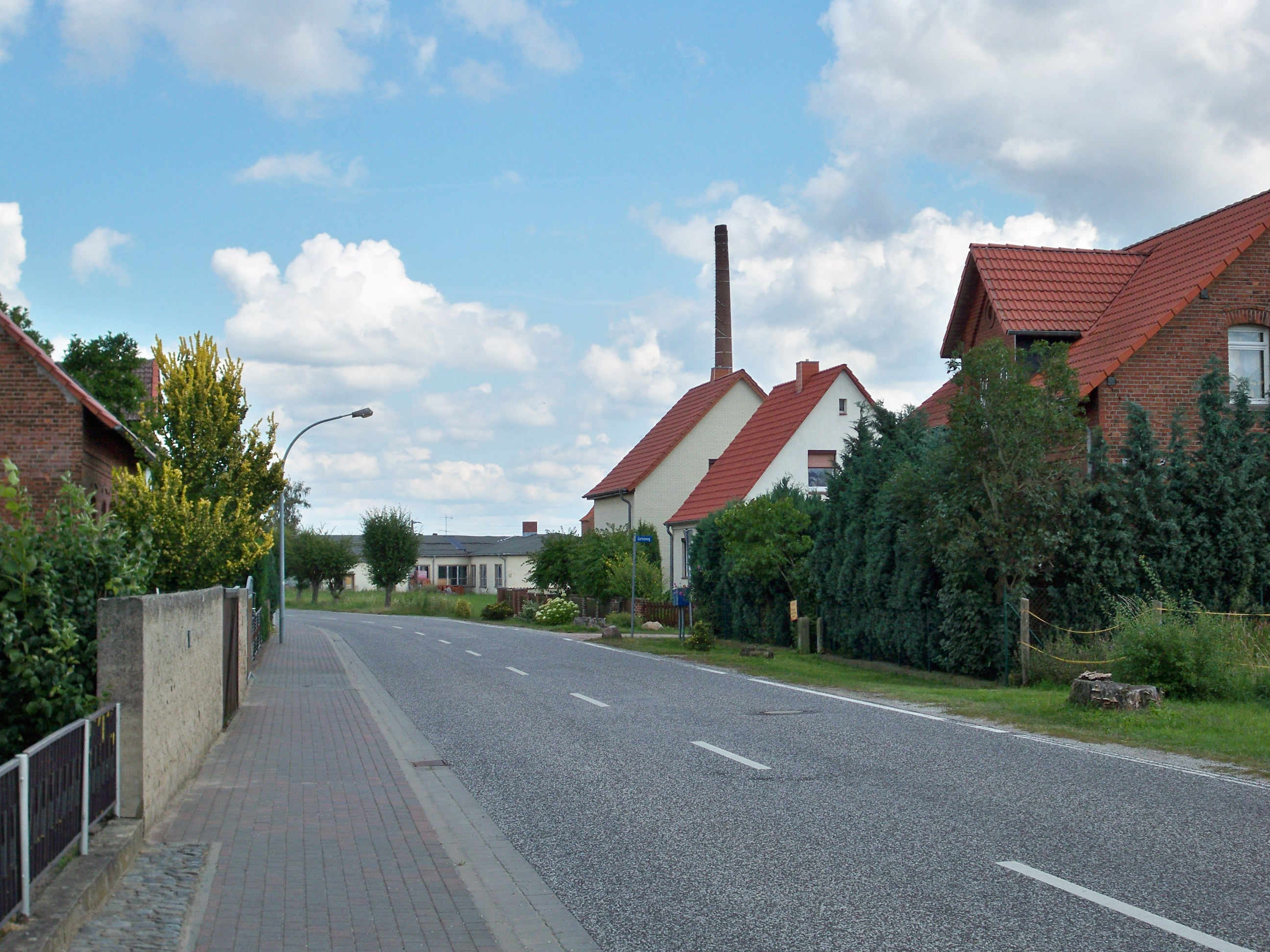
Häuser mit Schornstein des ehemaligen Flachswerkes

Döhren ist ein Ortsteil der Stadt Oebisfelde-Weferlingen im Landkreis Börde in Sachsen-Anhalt.

## Geografie
Döhren liegt rund zwölf Kilometer nördlich von Helmstedt am Rande des Lappwaldes.

## Geschichte
Döhren wurde früher Thornede (um 1220), Dornede (um 1270), Dornede prope Wevelige (1311) und im 14. Jahrhundert Dhornede, Dornedhe oder Dornethe genannt.
In dieser Zeit waren in Döhren die reichsfreien Edelherren von Meinersen reich begütert. Laut ihrem Lehnsregister gaben sie um 1220 zwei Hufen in Thornede als Lehen an Engelbert von Helmstedt. Um 1270/80 sieben Hufen als Lehen an Hildebrand von Bartensleben, der andere Teil der villa an Hildebrand von Oebisfelde. Den Zehnt gaben sie um 1220 als Lehen an Wedekind von Druxberge und seine Brüder. Um 1270/80 den gesamten Zehnt an Hildebrand von Bartensleben.
Im Jahr 1910 lebten 434 Einwohner in Döhren.
Von 1994 bis zum 1. Januar 2005 gehörte Döhren zur Verwaltungsgemeinschaft Weferlingen, von 2005 bis zum 31. Dezember 2009 zur Verwaltungsgemeinschaft Flechtingen.
Durch einen Gebietsänderungsvereinbarung beschlossen die Gemeinderäte der Gemeinden Stadt Oebisfelde (am 27. Mai 2009), Bösdorf (am 26. Mai 2009), Eickendorf (am 28. Mai 2009), Etingen (am 26. Mai 2009), Kathendorf (am 19. Mai 2009), Rätzlingen (am 27. Mai 2009), Eschenrode (am 28. Mai 2009), Döhren (am 28. Mai 2009), Hödingen (am 20. Mai 2009), Hörsingen (am 27. Mai 2009), Schwanefeld (am 25. Mai 2009), Seggerde (am 26. Juni 2009), Siestedt (am 28. Mai 2009), Walbeck (am 28. Mai 2009) und der Flecken Weferlingen (am 19. Mai 2009), dass ihre Gemeinden aufgelöst und zu einer neuen Stadt Oebisfelde-Weferlingen vereinigt werden. Dieser Vertrag wurde vom Landkreis als unterer Kommunalaufsichtsbehörde genehmigt und trat am 1. Januar 2010 in Kraft.
Nach Umsetzung der Vereinigungsvereinbarung der bisher selbstständigen Gemeinde Döhren wurde Döhren Ortsteil der neuen Stadt Oebisfelde-Weferlingen. Für die eingeflossene Gemeinde wurde die Ortschaftsverfassung nach den §§ 86 ff. Gemeindeordnung Sachsen-Anhalt eingeführt. Die aufgenommene Gemeinde Döhren und künftige Ortsteil Döhren wurde zur Ortschaft der neuen Stadt Oebisfelde-Weferlingen. In der eingeflossenen Gemeinde und nunmehrigen Ortschaft Döhren wurde ein Ortschaftsrat mit sieben Mitgliedern einschließlich Ortsbürgermeister gebildet.

## Politik
Der ehrenamtliche Bürgermeister Frank-Hildemar Rosburg war vom 6. Mai 2001 bis zum 31. Dezember 2009 im Amt und ist seitdem Ortsbürgermeister.

### Ortschaftsrat
Laut der letzten Kommunalwahl am 7. Juni 2009 hatte der Gemeinderat acht Mitglieder. Aufgrund der Stadtgründung von Oebisfelde-Weferlingen wurde der Gemeinderat automatisch zum Ortschaftsrat. Die Wahlbeteiligung lag bei 44,6 %. Die Wahl brachte folgendes Ergebnis:
|  | Wählergruppen | 6 Sitze | (76,9 %) |
|  | SPD           | 2 Sitze | (23,1 %) |

2014 wurde ein Ortschaftsrat mit fünf Mitgliedern gewählt. Daneben gehört der Ortsbürgermeister als Vorsitzender dem Ortschaftsrat an.

### Wappen
| | Blasonierung: „In Rot eine läutende silberne Glocke, umfasst von zwei belaubten silbernen Lindenzweigen, der rechte mit 10, der linke mit 9 Blättern, die Blätter bis auf je eines in den oberen Schildecken sämtlich der Glocke zugewandt.“ |
| Wappenbegründung: Die Farben des Ortes sind Weiß (Silber) - Rot. Die Glocke symbolisiert einmal die im Mittelpunkt des Rundlingsdorfes Döhren gelegene Saalkirche aus dem 17. Jahrhundert, zum zweiten die in ihr befindliche Glocke, 1508 von dem bekannten Braunschweiger Glockengießer Henrik Mente - laut Inschrift - gegossen. Da der Glockenturm aus Baufälligkeit 1987 abgerissen werden musste, schwieg die Glocke für 10 Jahre. 1997 wurde sie im neuerrichteten Turm wieder aufgehängt; daher wird sie läutend dargestellt. Zum dritten steht die Glocke für die Verbindung der ehemaligen Gemeinde mit dem Kloster Mariental. Wie die Höfe des Rundlings um die Kirche, schmiegen sich die beiden Lindenzweige kreisähnlich um die Glocke. Die 19 Blätter symbolisieren die Gehöfte, die durch Kauf und Teilung des ehemaligen Mahrenholz'schen Ritterguts 1809 in den Besitz Döhrener Einwohner übergingen. Die Lindenzweige erinnern ferner daran, dass sich in einem alten Gemeindesiegel ein Lindenbaum befand. Das Wappen wurde vom Heraldiker Ernst Albrecht Fiedler aus Magdeburg gestaltet und am 2. März 2004 durch das Regierungspräsidium Magdeburg genehmigt. | |

### Flagge
Die Flagge ist weiß - rot (1:1) gestreift (Querform: Streifen waagerecht verlaufend, Längsform: Streifen senkrecht verlaufend) und mittig mit dem Ortswappen belegt.

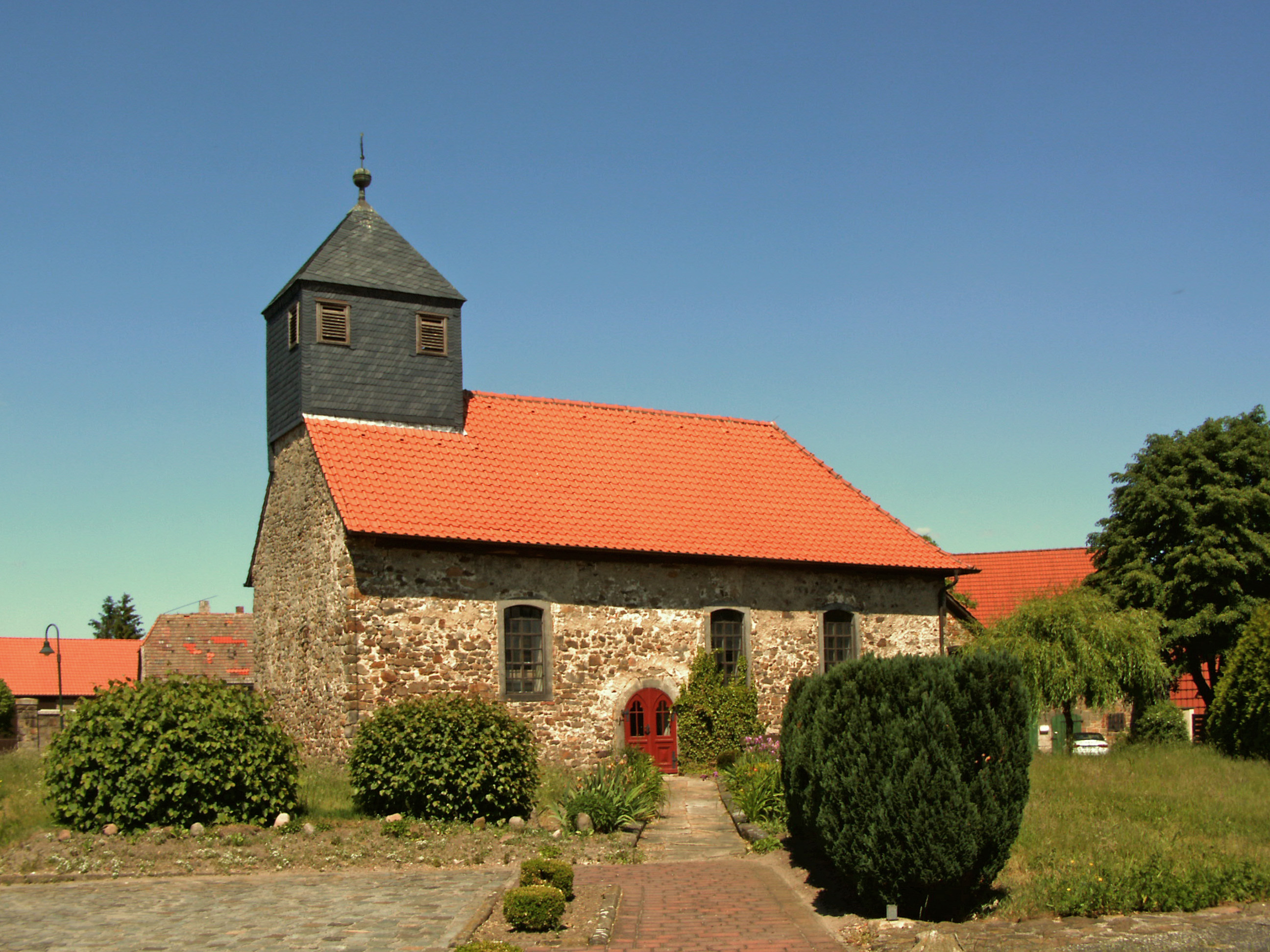
Dorfkirche

## Kultur und Sehenswürdigkeiten

### Bauwerke
Im Umfeld der Dorfkirche im alten Dorfkern liegen viele Fachwerkhäuser aus dem 17. bis 19. Jahrhundert.

## Wirtschaft und Infrastruktur
In Döhren befand sich ein Flachswerk, dessen Schornstein heute noch steht.

### Verkehrsanbindung
Zur Bundesstraße 1, die Braunschweig mit Berlin verbindet, sind es in südlicher Richtung rund 16 Kilometer. Die Bundesautobahn 2 (Anschlussstelle Helmstedt-West) wird nach 14 Kilometern erreicht. Döhren hatte einen Bahnhof an der Bahnstrecke Helmstedt–Oebisfelde, der zuletzt von Weferlingen aus bedient wurde.